# 无翅秋海棠
无翅秋海棠（学名：Begonia acetosella）为秋海棠科秋海棠属的植物，为中国的特有植物。分布于中国大陆的云南、西藏等地，生长于海拔510米至1,500米的地区，多生长于山坡灌丛、沟谷中以、山坡常绿阔叶林下、半常绿雨林下和溪边密林中。

## 别名
酸味秋海棠（云南种子植物名录）、四棱秋海棠（西藏植物志）

## 异名
- Begonia acetosella Craib var. hirtifolia Irmsch.